# Хърватско-босненска война
Хърватско-босненската война е въоръжен конфликт между Република Босна и Херцеговина и самопровъзгласилата се Хърватска република Херцег-Босна, подкрепяна от Хърватия, който продължава от 18 октомври 1992 г. до 23 февруари 1994 г. Често е описват като „война във войната“, тъй като е част от още по-голямата война в Босна и Херцеговина. Първоначално бошняците и хърватите се сражават в съюз срещу Югославската народна армия (ЮНА) и армията на Република Сръбска. Към края на 1992 г., обаче, напрежението между бошняци и хървати нараства. Първите въоръжени инциденти между тях настъпват през октомври 1992 г. в централната част на Босна. Формално, военният съюз продължава до началото на 1993 г., когато сътрудничеството им се разпада и двата бивши съюзника се впускат в открита война.
Хърватско-босненският конфликт ескалира в централните части на Босна, а скоро след това се разпространява до Херцеговина, като основните битки се водят в тези два региона. Бошняците са организирани в армия на Република Босна и Херцеговина, докато хърватите – в Хърватски съвет на отбраната. Войната се състои най-вече от спорадични сражения и многобройни прекратявания на огъня. По време на нея са извършвани етнически прочиствания и масови изнасилвания. Въпреки това, тя не прераства в пълномащабна война между двата народа, като те остават съюзени в други области на страната, като например при Бихач, Сараево и Тешан. В хода на войната са предложени няколко плана за мир от международната общност, но всеки от тях е отхвърлен. На 23 февруари 1994 г. е постигнато прекратяване на огъня, а на 18 март е подписано Вашингтонското споразумение във Вашингтон, САЩ. Към този момент хърватите вече са изгубили значителни територии. Договорът води до основаването на Федерация Босна и Херцеговина и съвместни операции срещу сръбските сили, което от своят страна спомага за уравновесяване на военния баланс в страната и приключването на войната в Босна и Херцеговина.
Международният наказателен трибунал за бивша Югославия осъжда 17 държавни служители на Херцег-Босна, шест от които са намерени за виновни в участие в съвместна престъпна организация, целяща анексиране на частите от Босна и Херцеговина с хърватско мнозинство, както и двама държавни служители на Босна и Херцеговина, които са извършвали военни престъпления през войната. Освен това, Международният трибунал отсъжда, че Хърватия е упражнявала пълен контрол над Хърватския съвет на отбраната, което прави конфликта международен.